# Mario Delpini
Pour les articles homonymes, voir Delpini.
Mario Delpini, né le 29 juillet 1951 à Gallarate dans la province de Varese en Lombardie, est un évêque catholique italien, archevêque de Milan depuis 2017.

## Biographie
Né à Gallarate, Mario Delpini effectue sa scolarité dans les établissements publics de Jerago con Orago puis d'Arona.
Il entre au séminaire de Milan à Venegono Inferiore en 1967. Il est ordonné prêtre en la cathédrale de Milan par le cardinal Giovanni Colombo, archevêque de Milan, le 7 juin 1975.
Après son ordination, il se consacre à l'enseignement, principalement de grec et de patrologie dans les établissements d'enseignement du diocèse à Seveso, Saronno et Venegono Inferiore. Il occupe différents postes de directions dans ces établissements jusqu'à être nommé « Recteur majeur » du séminaire de Milan de 2000 à 2006.
En 2006, il est nommé vicaire épiscopal de l'archidiocèse de Milan, chargé de la zone pastorale VI (Melegnano).
Le 13 juillet 2007, Benoît XVI le nomme évêque titulaire de Stephaniacum (de) et auxiliaire de Milan. Il reçoit la consécration épiscopale le  23 septembre suivant des mains du cardinal Dionigi Tettamanzi, archevêque de Milan.
Le 5 avril 2012, durant la messe chrismale le nouvel archevêque de la ville, le cardinal Angelo Scola annonce sa nomination comme vicaire général de l'archidiocèse, nomination effective le 29 juin suivant. Puis, le 21 septembre 2014, il lui confie en plus la responsabilité de vicaire épiscopal pour la formation permanente du clergé ainsi que la tutelle de l'institut sacerdotal Marie Immaculée qui s'occupe des jeunes prêtres pendant les cinq premières années de leurs ministères.
De 2007 à 2016, il est également secrétaire de la conférence des évêques de Lombardie.
Le 7 juin 2017, le Saint-Siège annonce que le pape François l'a nommé archevêque de Milan pour succéder au cardinal Scola qui, âgé de 75 ans, se retire. Le journal La Croix précise que le nouvel archevêque de Milan « se déplace à vélo dans la ville ».

## Succession apostolique
Mario Delpini a ordonné les évêques suivants :
- Évêque Luigi Testore (it) (2018)
- Évêque Luca Raimondi (it) (2020)
- Évêque Giuseppe Vegezzi (it) (2020)
- Évêque Roberto Campiotti (it) (2022)
- Évêque Michele Di Tolve (it) (2023)
- Archevêque Flavio Pace (it) (2024)
- Archevêque Alberto Torriani (it) (2025)